# Bernard Holley
Pour les articles homonymes, voir Holley.
Bernard Holley est un acteur britannique né le 9 août 1940 à Eastcote en Angleterre et mort le 22 novembre 2021.

## Biographie
Bernard Holley naît le 9 août 1940 à Eastcote, dans le Middlesex. Son premier rôle notable est celui de Bill Newcombe, dans la série Z-Cars, qu'il joue durant 4 années, pour un total de 277 épisodes.

## Filmographie

### Cinéma
- 2010 : Z Cars: A Lot of Fuss About Light : Bill Newcombe
- 2007 : Rendez-vous à Brick Lane (Brick Lane) : un reporter
- 2007 : Tanner : Gordon Crane
- 2003 : The Goodbye Plane : George
- 1976 : The Deadly Females : Roger
- 1972 : Voyages avec ma tante (Travels with My Aunt) : Bobby